# Atlas V (sleepboot)
De Atlas V (Atlas vijf) was een Belgische sleepboot waarmee kapitein Jules Hentjens in de nacht van 3 op 4 januari 1917, tijdens de Eerste Wereldoorlog, 107 personen van Luik in bezet België via de Maas naar neutraal Nederland smokkelde.

## Historische context

Fortengordel rond Luik met langs de Maas het Fort Pontisse en Maastricht in het noorden.

In augustus 1914 vielen Duitse troepen België binnen, na het veroveren van de Fortengordel rond Luik. Alleen in het uiterste westen achter de IJzer bleef een klein stuk België onbezet. Veel Belgen probeerden vanuit bezet gebied via Nederland (dat neutraal bleef tijdens de oorlog) naar onbezet gebied te reizen om er als soldaat aan het front te dienen. Vanuit Luik is het slechts 30 km naar Maastricht en zelfs maar 15 km naar de grens met Nederlands Limburg. De Duitse bezetter deed er dan ook alles aan om ontsnappen over de grens onmogelijk te maken, bijvoorbeeld met de 332 km lange elektrische Dodendraad.

## Ontsnapping

### Vlucht met boot Anna
Al in de nacht van 4 op 5 december 1916 wisten 42 personen met de boot Anna van Luik via de Maas naar Nederland te vluchten. Hierdoor werd de bewaking langs de Maas opgeschroefd. De stalen kabel over de Maas aan de grens werden uitgebreid met een tweede stalen kabel en ook een elektriciteitskabel onder hoogspanning.
Kapitein Jules Hentjens was mede-organisator van de vlucht met de Anna, maar ging zelf niet mee. Hij plande hierna een vlucht met zijn eigen boot de Atlas V op 26 december, maar deze werd uitgesteld door te hoog water, waardoor men niet onder de lage bruggen door kon.

### Vlucht met boot Atlas V
In de avond van 3 januari 1917 begon de vlucht in Luik. Onder de 103 passagiers waren slechts twee vrouwen en twee kinderen. Halverwege de tocht werd de boot opgemerkt en gevolgd door een schijnwerper vanuit het Fort Pontisse. De boot werd beschoten en een Duitse motorboot met mitrailleur zette de achtervolging in, maar kapitein Hentjens slaagde erin de boot te laten kapseizen. Door het hoge water moest de schouw steeds naar beneden worden gekanteld om onder de bruggen door te kunnen varen. De doorgang onder de ijzeren spoorbrug (die door de bezetter is gebouwd bij Visé) is maar zeven meter breed. De Atlas V (5,5 meter breed) raakte een van de pijlers en de brug stortte in. Hierna ramde de boot een vlot, waardoor de opvarende militairen met mitrailleurs te water gingen. Ook de laatste hindernissen, de kabels over de Maas, werden door de sleepboot gebroken.

### Gevolgen

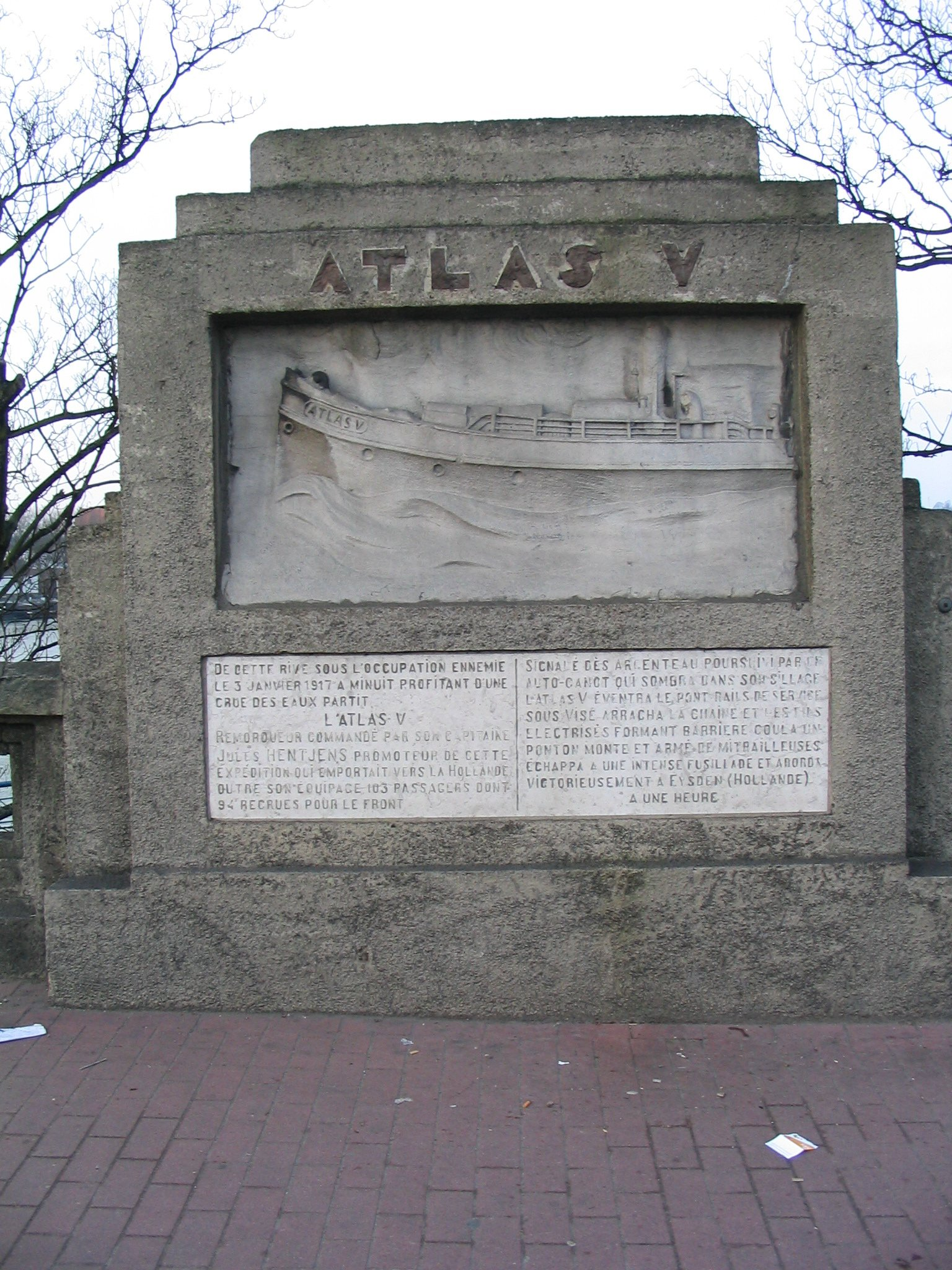
Plaquette op de Pont Atlas

Na het passeren van de grens werden de opvarenden in Eijsden onthaald met applaus door de bewoners die wakker waren geworden van het mitrailleurvuur. De passagiers zwaaiden met een Belgische vlag en zongen het Belgische volkslied, de Brabançonne. Van de 107 opvarenden zouden er 94 aan het front in dienst gaan bij het Belgische leger.
De Atlas V werd enkele dagen later teruggebracht naar Luik. De boot was ongeschonden, alleen de schouw was doorzeefd met kogels.
Als gevolg werden de vrouw en zus van Hentjens opgepakt. Zij werden veroordeeld tot 10 jaar dwangarbeid en opgesloten in de gevangenis in Vilvoorde.

## Nagedachtenis
- Ter nagedachtenis is in Luik de brug Pont Atlas (niet ver van de opstapplaats in 1917) vernoemd naar de sleepboot. Op de brug is een plaquette die herinnert aan de ontsnapping.
- De scheepsbel wordt nog steeds bewaard in het bedevaartsoord Banneux.
- Er werden twee films gemaakt over de ontsnapping: een in 1925 en een in 1937 door René Jayet.